# Фурч, Эвелин
Эвелин Фурч (англ. Evelyn Furtsch; 17 апреля 1914, Сан-Диего, Калифорния, США — 5 марта 2015) — американская легкоатлетка. На олимпийских играх 1932 года выиграла золотую медаль в эстафете 4x100 метров.

## Биография
Её родители были родом из города Траверс (штат Мичиган). Также у неё был старший брат. Вместе с родителями она 5 лет прожила в Сан-Диего, затем переехали в Текате, куда на работу устроился её отец. Там они прожили полтора года. Когда ей исполнилось восемь лет, семья переехала в административный центр округа Ориндж — Санта-Ану, где прожила большую часть своей жизни.
Еще в школе учитель физкультуры отметил её высокие результаты в беге и сообщил о них тренеру по легкой атлетике из Tustin High track, где она продолжила подготовку. На чемпионате Ассоциации американских университетов (AAU) 1932 г. финишировала второй в забеге на 100 ярдов.
На летних Олимпийских играх в Лос-Анджелесе (1932) эстафетная команда США с её участием дважды устанавливала олимпийский рекорд и побила мировой рекорд в забеге на дистанции 4×100 м.
После Олимпиады она училась в Колледже Санта-Аны. Спустя 2 года она закончила карьеру легкоатлетки и стала заниматься хоккеем на траве и баскетболом. Вскоре она вышла замуж за Джо, а в 1935 году у ней родилась дочь. Через семь лет у неё родился сын. У её дочери было пятеро детей, а у сына — двое. Её муж умер в 1972 году.
В 1985 г. была введена в Зал спортивной славы округа Ориндж.
17 апреля 2014 года она стала первой олимпийской чемпионкой по лёгкой атлетике, кому удалось дожить до 100 лет. Скончалась 5 марта 2015 года во сне.